# Audi PB18 e-tron
Audi PB18 e-tron — концептуальный одноместный электро суперкар разработанный подразделением немецкого автопроизводителя Audi AG, Audi Sport GmbH. Был представлен на выставке Pebble Beach Automotive Week в Монтерее (штат Калифорния) в 2018 году. В январе 2019 года Audi подтвердила, что 50 экземпляров поступят будут выпущены в течение следующих двух лет.

## Галерея

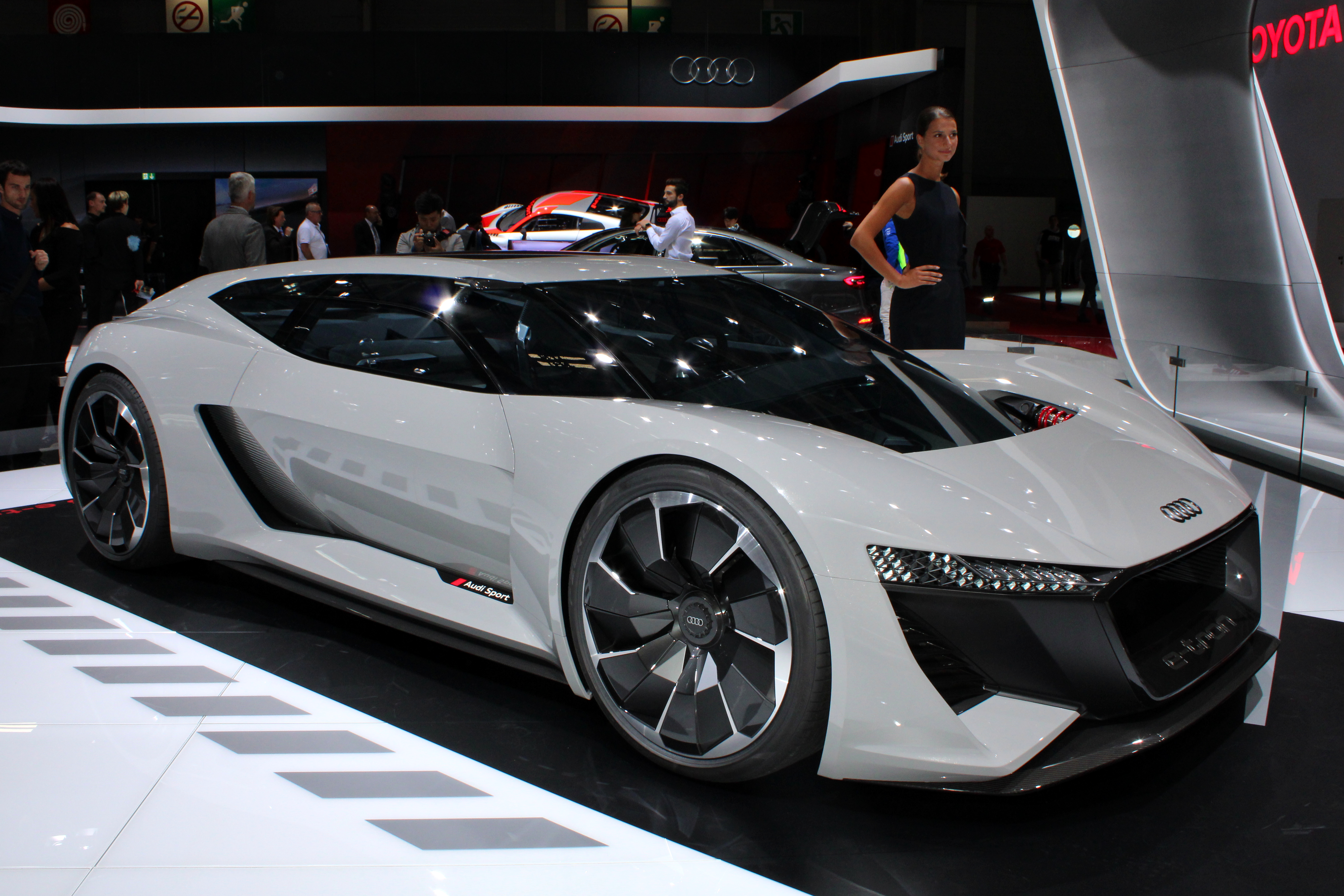
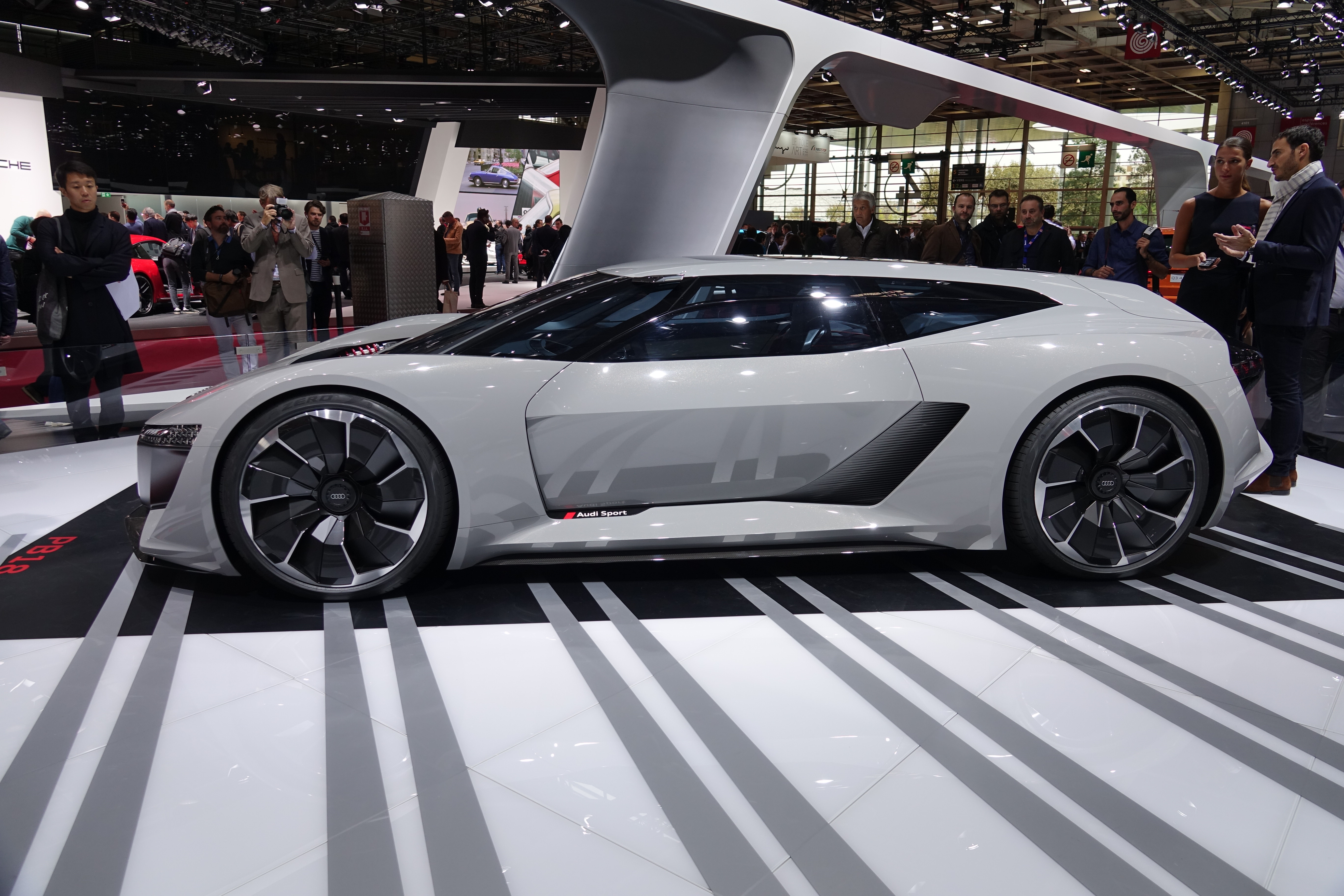
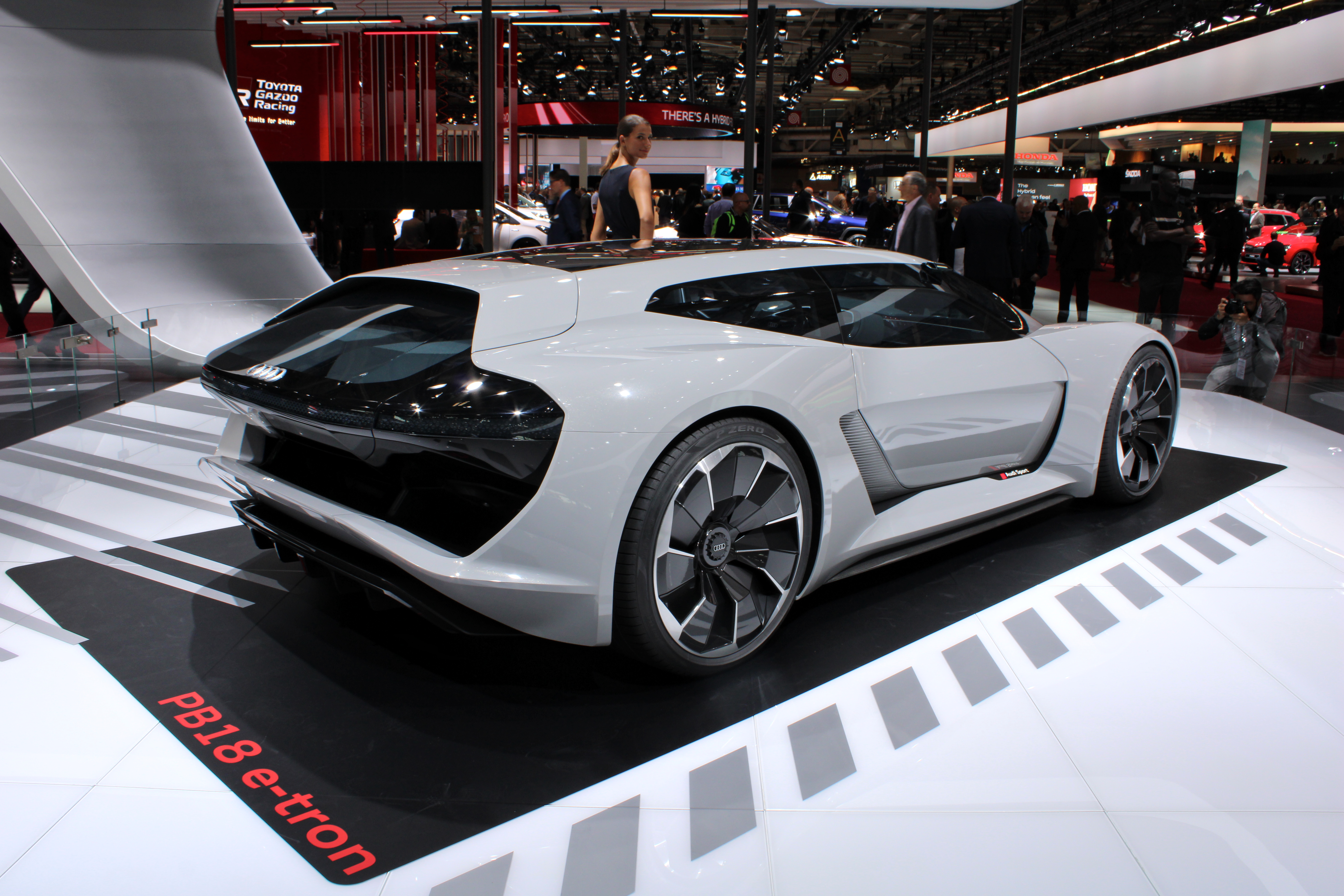
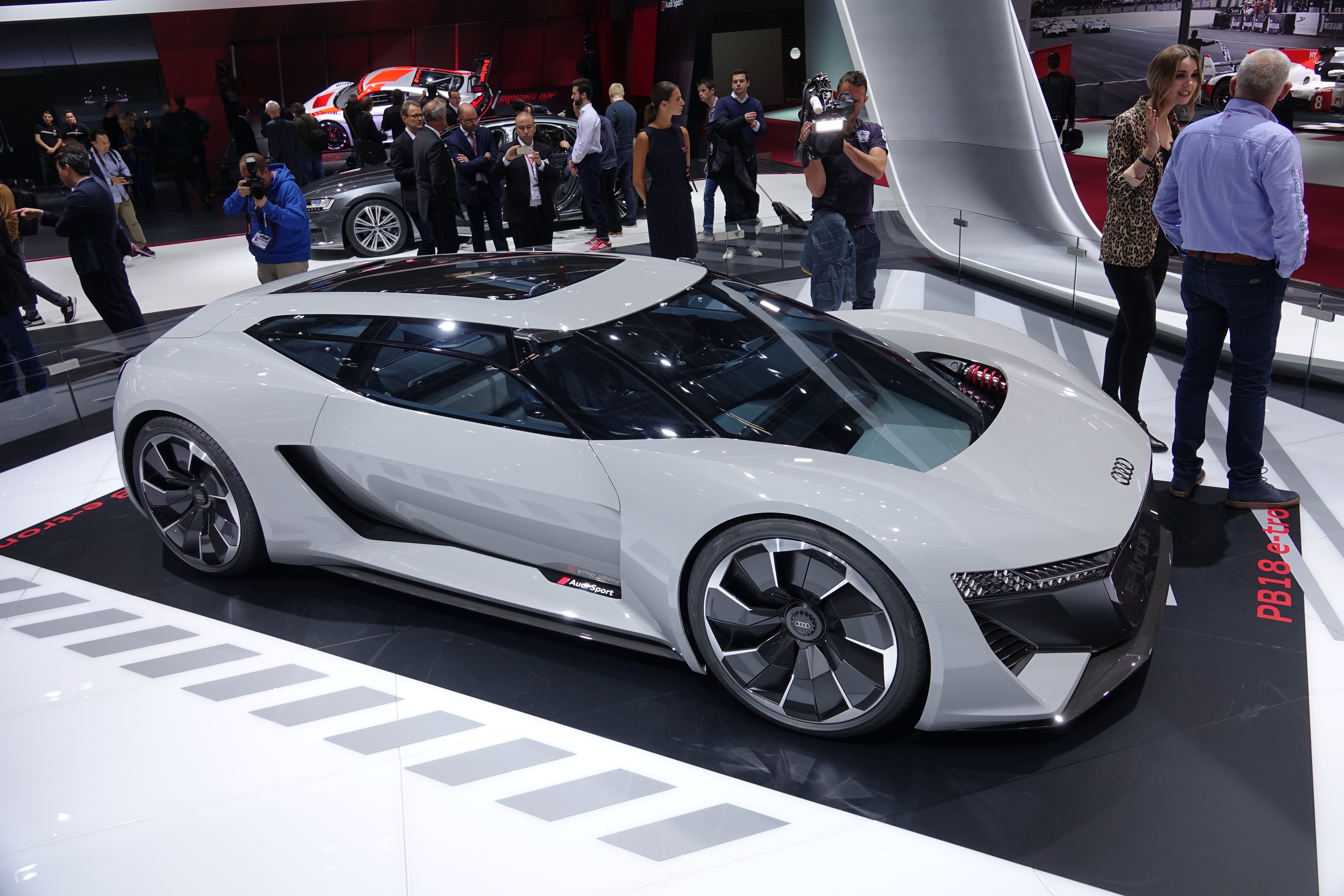